# 패트릭 타투포우로스
파트리크 타토풀로스(Patrick Tatopoulos, 1957년 9월 25일 ~ )는 그리스인-프랑스인 프로덕션 디자이너이자 영화 감독이다. 미국에서 살면서 일하고 있다.

## 협업
하나 이상의 영화에 다음 감독과 함께 일했다:
- 폴 W. S. 앤더슨 (에이리언 VS. 프레데터 (영화), 레지던트 이블 3: 인류의 멸망)
- 롤란트 에머리히 (스타게이트 (영화), 인디펜던스 데이, 고질라 (1998년 영화), 10,000 BC, 2012 (영화))
- 알렉스 프로야스 (다크 시티 (1998년 영화), 아이, 로봇, 노잉)
- 데이비드 투이 (에이리언 2020, 리딕: 헬리온 최후의 빛, 리딕 (영화))
- 렌 와이즈먼 (언더월드 (2003년 영화), 언더월드 2: 에볼루션, 다이하드 4.0, 토탈 리콜 (2012년 영화))
- 잭 스나이더 (300 (영화), 맨 오브 스틸, 배트맨 대 슈퍼맨: 저스티스의 시작, 저스티스 리그 (영화), 잭 스나이더의 저스티스 리그)

## 참여 작품
- 도어즈 (영화)
- 리틀 도쿄 (영화)
- 드라큘라 (1992년 영화)
- 슈퍼 마리오 (영화)
- 스타게이트 (영화)
- 세븐 (영화)
- 제이드 (영화)
- 인디펜던스 데이
- 스폰 (영화)
- 다크 시티 (1998년 영화)
- 고질라 (1998년 영화)
- 스티그마타
- 스튜어트 리틀
- 수퍼노바 (2000년 영화)
- 에이리언 2020
- 배틀필드 (2000년 영화)
- 파이널 환타지 (영화)
- 언더월드 (2003년 영화)
- 반 헬싱 (영화)
- 리딕: 헬리온 최후의 빛
- 아이, 로봇
- 에이리언 VS. 프레데터 (영화)
- 케이브 (영화)
- 베놈 (2005년 영화)
- 언더월드 2: 에볼루션
- 사일런트 힐 (영화)
- 아드레날린 24
- 에라곤 (영화)
- 데드 걸 (2006년 영화)
- 메신져: 죽은 자들의 경고
- 300 (영화)
- 다이하드 4.0
- 레지던트 이블 3: 인류의 멸망
- 나는 전설이다 (영화)
- 10,000 BC
- 루인스 (영화)
- 아웃랜더 (영화)
- 패솔로지
- 스타쉽 트루퍼스 3
- 언더월드: 라이칸의 반란
- 타운 크릭
- 솔로몬 케인 (영화)
- 노잉
- 2012 (영화)
- 갤로워커: 블레이드의 귀환
- 언더월드 4: 어웨이크닝
- 토탈 리콜 (2012년 영화)
- 사일런트 힐: 레벨레이션
- 맨 오브 스틸
- 리딕 (영화)
- 300: 제국의 부활
- 배트맨 대 슈퍼맨: 저스티스의 시작
- 저스티스 리그 (영화)
- 말레피센트 2
- 잭 스나이더의 저스티스 리그
- 트랜스포머: 비스트의 서막